# Trzy kroki w szaleństwo
Trzy kroki w szaleństwo (fr. Histoires extraordinaires, wł. Tre passi nel delirio) – francusko-włoska antologia filmowa grozy fantasy z 1968 roku produkcji Alberta Grimaldiego i Raymonda Egera na podst. trzech utworów Edgara Allana Poego.
Obraz składa się z trzech nowel: Metzengerstein w reżyserii Rogera Vadima, William Wilson, której reżyserem jest Louis Malle oraz Toby Dammit w reżyserii Federico Felliniego.

## Fabuła

### Metzengerstein
- Na podst. noweli pod tym samym tytułem opublikowanej w magazynie „Saturday Courier” w 1832 roku.

W epoce renesansu 22-letnia Frédérique, hrabina Metzengerstein dziedziczy wielką rodzinną fortunę i rządzi kapryśnie swym księstwem. Jednak, gdy nawiedza ją koszmar zabiera swych gości do zamku, w którym spędziła dzieciństwo. Tam kontynuuje swoje okrucieństwo i hedonizm dotykający wkrótce jej przyjaciół. Niedaleko mieszka jej kuzyn samotnie żyjący w rodzinnym zamku baron Wilhelm z rodu Berlifitzing, zajadłych wrogów Metzengersteinów od stuleci. Jednego dnia w lesie Frédérique wpada w sidła, z których uwalnia ją Wilhelm, po czym ten nagle znika. Od tego czasu Frédérique chce ujrzeć ponownie Wilhelma. Odwiedza kuzyna w jego włościach, jednak ten odrzuca jej zaproszenie ostrzegając przed złymi nawykami.
Wzburzona odmowami Wilhelma Frédérique mści się na nim zlecając podpalenie jego stajni. Wkrótce na dwór Metzengerstein przybiega ze stajni Wilhelma czarny koń nieznany nikomu, nawet sługom Berlifitzingów. Frédérique postanawia, że usiodła dzikiego konia. Jej majordomus Hugues informuje o tym, że Wilhelm zginął ratując konie. W tym samym czasie częściowo się spala gobelin ukazujący bitwę konną. Śmierć kuzyna nie daje satysfakcji Frédérique i ta zaczyna zmieniać swe nawyki. Nie opuszcza granic swych włości i jej jedynym kompanem w wędrówce jest oswojony przez nią czarny koń. Frédérique także nadzoruje odbudowę gobelinu, zauważając że uszkodzone miejsce przedstawiało konia niesamowicie podobnego do tego, którego właśnie przygarnęła. Po jakimś czasie rozlega się burza powodująca pożary. Niespokojna Frédérique odjeżdża na czarnym koniu, którego uznaje za reinkarnację Wilhelma, i popełnia samobójstwo wpadając w płomienie.

### William Wilson
- Na podst. noweli pod tym samym tytułem opublikowanej w kolekcji Opowieści groteskowo-arabeskowe w 1840 roku.

Na początku XIX wieku w Bergamo nordycki oficer William Wilson nalega księdza o spowiedź z zabicia człowieka. Wilson opowiada, że już od dzieciństwa wykazywał sadyzm. Do szkoły oficerskiej przybywa nowy uczeń mający to samo imię i nazwisko co Wilson. Pomiędzy chłopcami tworzy się rywalizacja, która powoduje relegowanie obu ze szkoły. Wkrótce Wilson zapisuje się do uniwersytetu medycznego. Dokonuje kolejnego aktu sadyzmu porywając dziewczynę z ulicy i chcąc zrobić na niej żywcem sekcję zwłok. Przeszkadza mu w tym drugi William Wilson, który teraz wygląda dokładnie tak jak jego imiennik. Po opuszczeniu uniwersytetu Wilson zaciąga się do austriackiej armii. Z jego powodu stacjonujący we Włoszech garnizon okrywa się złą sławą.
Jednej nocy Wilson gra w karty z włoską arystokratką Giuseppiną. Podczas intensywnej gry Wilson wygrywa i Giuseppina zostaje przez niego wychłostana. Ponownie zjawia się sobowtór Wilsona informujący Giuseppinę o tym, że Wilson oszukiwał. Dowódca oddziału traktuje to jako obrazę munduru i nakazuje Wilsonowi opuścić miasto. Wzburzony Wilson postanawia raz na zawsze rozprawić się z sobowtórem i toczy z nim pojedynek na szpady. Po przegraniu potyczki sobowtór zostaje ugodzony śmiertelnie sztyletem. Przed śmiercią wyznaje, że bez niego Wilson nie istnieje. Po wysłuchaniu spowiedzi ksiądz uważa sobowtóra Wilsona za jego pijackie majaki. Wilson popełnia samobójstwo zeskakując z wieży pałacu. Ksiądz znajduje jego ciało ugodzone sztyletem w ten sam sposób co imiennik Wilsona.

### Toby Dammit
- Na podst. opowiadania Nie zakładaj się z diabłem o swą głowę opublikowanego w magazynie „Graham’s Magazine” w 1841 roku.

Do współczesnych Włoch dociera angielski aktor filmowy Toby Dammit, by kręcić tam pierwszy katolicki western. W Rzymie produkcję filmu reprezentuje dostojnik kościelny, ojciec Spagna. Zblazowanego Toby’ego bardziej interesuje ferrari, które obiecała mu wytwórnia filmowa. Toby ma również wizje dziewczynki z białą piłką, która nachodzi aktora i prosi o dołączenie do gry. Podczas wywiadu telewizyjnego Toby wyznaje, że w jego opinii diabeł wygląda jak wesoła dziewczynka. Na ceremonii rozdania nagród filmowych, aktor upija się i powoli traci zmysły. Wtedy zmysłowa kobieta mówi mu, że zawsze będzie przy nim. Podczas przemowy Toby wyznaje swój alkoholizm i ucieka z ceremonii.
Odbiera obiecane mu ferrari i robi nim szaloną przejażdżkę po mieście. Z zaskoczeniem dostrzega, że mieszkańcy wydają się sztucznymi figurami. Rozbija się samochodem przy strefie robót budowlanych znajdującej się na zawalonym moście. W drugiej części mostu jest dziewczynka z białą piłką. Dammit decyduje się do niej dołączyć i rozpędza się Ferrari. Po drugiej stronie mostu jest rozwieszona linka, od której Toby zostaje zdekapitowany, a dziewczynka bawi się jego odciętą głową.

## Obsada

### Metzengerstein
- Jane Fonda – hrabina Frédérique Metzengerstein
- Peter Fonda – baron Wilhelm Berlifitzing
- Serge Marquand – Hugues
- Carla Marlier – Claude
- Philippe Lemaire – Philippe
- James Robertson Justice – markiz
- Françoise Prévost – przyjaciółka Frédérique
- Anny Duperey – gościni Frédérique
- Daniel Biddle Wood – narrator (głos)

### William Wilson
- Alain Delon –
  - William Wilson,
  - sobowtór Williama Wilsona
    - Marco Stefanelli – William Wilson jako chłopiec
- Brigitte Bardot – Giuseppina Ditterheim
- Renzo Palmer – ksiądz
- Katia Christine – dziewczyna
- Umberto D’Orsi – Hans
- Daniele Vargas – nauczyciel
- Massimo Ardù – sobowtór Williama Wilsona jako chłopiec

### Toby Dammit
- Terence Stamp – Toby Dammit
- Osvaldo Ruggieri – Toby Dammit (głos w pierwszej scenie narracji)
- Marina Jaru – dziewczynka / diabeł
- Salvo Randone – ojciec Spagna
- Giuseppe Rinaldi – ojciec Spagna (głos)
- Antonia Pietrosi – aktorka
- Rita Savagnone –
  - aktorka (głos),
  - różne głosy (głos)
- Ferdinand Guillaume – stary aktor
- Giorgio Piamonti – stary aktor (głos)
- Anne Tonietti – dziennikarka telewizyjna
- Serena Verdirosi – dziennikarka telewizyjna (głos)
- Aleardo Ward – udzielający wywiadu telewizyjnego #1
- Paul Cooper – udzielający wywiadu telewizyjnego #2
- Oreste Lionello –
  - udzielający wywiadu telewizyjnego #2 (głos)
  - Ernestino Manetti (głos),
  - dubler Dammita (głos)
- Milena Vukotic – udzielająca wywiadu telewizyjnego
- Fabrizo Angeli – Maurizio Manetti
- Nino Dal Fabbro – Maurizio Manetti (głos)
- Ernesto Colli – Ernestino Manetti
- Marisa Traversi – Marilù Traversi
- Federico Boido – dubler Dammita
- Irina Malejewa – Romka

Źródło: 

## Produkcja
W związku z ówczesną popularnością antologii filmowych w kinie włoskim producenci filmowi: francuski Raymond Eger i włoski Alberto Grimaldi zdecydowali się na stworzenie nowelowego filmu inspirowanego dziełami amerykańskiego pisarza Edgara Allana Poego. Większość antologii filmowej była kręcona przez uznanych twórców, jak chociażby Ro.Go.Pa.G. (1963) i Boccaccio ’70 (1962), ogłoszono, że nowele zawarte w filmie nakręcą Luchino Visconti, Claude Chabrol, Joseph Losey i Orson Welles. Visconti miał nakręcić segment oparty na Serce oskarżycielem i Graczu w szachy Maelzela, Chabrol na Systemie doktora Smoły i profesora Pierza, Losey na Schadzce, a Welles na Masce Czerwonego Moru i Beczce Amontillado. Ostatecznie Visconti i Losey zrezygnowali z udziału, a Chabrol dopiero zrealizował ekranizację Systemu doktora Smoły i profesora Pierza dopiero w 1981 roku jako odcinek francuskiego serialu antologicznego Histoires extraordinaires.
Francuski reżyser Roger Vadim przyjął propozycję stworzenia segmentu na podstawie noweli Metzengerstein. Vadim zapragnął nakręcić Metzengersteina w stylu swojego filmu ...i umrzeć z rozkoszy (1960). Chcąc odtworzyć kreacje Barbary Steele w jej włoskich produkcjach filmowych, Vadim w roli Frédérique obsadził swą ówczesną żonę, amerykańską aktorkę Jane Fondę. Jej brat, Peter otrzymał rolę Wilhelma. Na lokalizację wybrano wrzosowiska Roscoff i zamek Kérouzéré w Sibiril, położone w Bretanii. Jednakże Vadim i Fonda musieli wstrzymać swój udział, by dokończyć Barbarellę (1968) kręconą w Rzymie. Jak wspominał: „Spędziliśmy tylko 24 godziny w naszym domu w Houdan, zanim udaliśmy się do Roscoff w Bretanii, gdzie czekała na nas ekipa Trzech kroków w szaleństwo. (...) Nie myślałem o tym wtedy, ale musiało być to bardzo dziwne dla Jane wejść bez żadnego przejścia z futurystycznych kostiumów w średniowieczne szaty”. Peter Fonda wspominał w swojej autobiografii Don’t Tell Dad, że gdy nie był potrzebny do zdjęć, spędzał codziennie około czterech godzin pracując nad fabułą Swobodnego jeźdźca (1969), obserwując przypływy z okna swojego hotelowego pokoju i odwiedzając plan filmowy mieszczący się w zamku.
Francuski aktor Alain Delon zarekomendował producentom francuskiego reżysera Louisa Malle’a. Po zgodzie producentów Delon zaproponował Malle’owi chęć uczestnictwa w projekcie. Ten początkowo odmówił ze względu na udział Vadima, którego nie cenił zbytnio jako reżysera. Zgodził się jednak, gdy dowiedział o uczestnictwie Orsona Wellesa, a także w celu zdobyciu funduszy na swój film Szmery w sercu (1971). Warunkiem był udział Delona w głównej roli, lecz Malle otrzymał wolną rękę w wyborze utworu do ekranizacji i wybrał nowelę William Wilson opowiadającą o tytułowym studencie i jego starciu z sobowtórem. W związku z frustracją powodowaną kręceniem filmów w rodzinnej Francji zdecydował na kręcenie filmu we Włoszech sugerując tym, że producent i budżet są włoskie.
Malle z amerykańskim scenarzystą Clementem Biddle Woodem i francuskim nowelistą Danielem Boulangerem zaadaptował historię do warunków produkcyjnych. Chcąc zachować jednocześnie wierność noweli, uczynili Wilsona pochodzenie z Europy Północnej i wyznania protestanckiego, a na miejsce akcji zostało wybrano Bergamo określane przez Malle’a jako „najbardziej surowe miasto w północnych Włoszech”.
Delon był skonfliktowany z reżyserem: „Delon, podobnie jak wielu męskich aktorów, zwłaszcza w zasadzie nie znosi być reżyserowanym... Poza tym, miałem duże wątpliwości co do szczerości i talentu Delona. Więc toczyliśmy spory, i zrobiło się bardzo trudno” – wspominał Malle. Później Malle przyznał, że paradoksalnie to pomogło kreacji: „Jakoś to obsadzenie Delona zadziałało – ponieważ złość, jaką miał do mnie, służyła postaci – i zadbałem, aby utrzymać go w gniewie przez cały czas”.
Do roli Giuseppiny Malle chciał zatrudnić brazylijską modelkę Florindę Bolkan, jednak producenci nalegali na kogoś bardziej rozpoznawalnego. Propozycja padła na francuską aktorkę Brigitte Bardot. Malle był sceptyczny, ale zgodził się sądząc, że Bardot będąca w podróży morskiej będzie niedostępna: „Niemniej jednak miała sprzeczkę z chłopakiem i wróciła do Paryża, mówiąc: »Och, chciałabym znów pracować z Louisem i z Alainem Delonem«. Tak więc utknąłem. Próbowałem zrobić, co mogłem – wkładać jej ciemną perukę i tak dalej. Ale to był straszny wybór obsadowy, niewybaczalny”. Malle wspominał w wywiadzie dla „Positif” w 1974 roku, iż kręcąc Williama Wilsona robił to bez chęci, z powodu wypalenia zawodowego po nakręceniu Życiu złodzieja (1967). Po skończeniu produkcji Malle udał się do Indii, by kręcić dokumenty.
Orson Welles napisał scenariusz do swojej noweli wspólnie z chorwacką aktorką Oją Kodar. Akcja miała się dziać w 1860 roku we Włoszech, zaś główny bohater książę Prospero zamyka się w swym zamku ze swoimi przyjaciółmi, by uchronić przed zarazą znaną jako Czerwony Mór. O północy w trakcie wielkiego balu kostiumowego pojawia się personifikacja Czerwonego Moru, a sama jego obecność wystarcza, by zakończyć zabawę wszystkich uczestników. Okazuje się, że Czerwonym Morem jest sam Prospero, gdy jego majordomus odgrywał rolę księcia przed przyjaciółmi, a całość była okrutnym żartem. Później fabuła adaptowała Beczkę Amontillado i jako kolejną rozrywkę dla gości Prospero zaprasza trupę cyrkową z Triestu. Wśród wykonawców jest piękna tancerka liniowa Fortunata, która odrzuca niepożądane zaloty księcia. Prospero zwabia Fortunatę do zamkowych katakumb, gdzie ją więzi i zaczyna grzebać żywcem, racząc ją makabrycznymi historiami. Proponuje jej wolność, jeśli tylko wykrzyczy i przyzna się do swojego przerażenia, ale Fortunata nie daje się złamać. Prospero nie mogąc pojąć silnej woli Fortunaty, gotowej przyjąć śmierć, wraca do siebie, gdzie całkowite odrzucenie go przez Fortunatę i wszystko, co reprezentuje, poprowadzi go na skraj szaleństwa.
Mimo że obsada nigdy nie została ostatecznie ustalona, Welles miał zagrać rolę zarówno narratora, jak i Prospera, a Oja Kodar wcieliła się w Fortunatę. Z kolei angielski aktor Charles Gray miał zagrać majordoma. W scenariuszu Welles opisał Prospera jako połączenie Lorda Byrona i Oscara Wilde’a.
Ostatecznie Welles, nieufny wobec producentów wycofał się z projektu. Wobec tego Raymond Eger zwrócił się z propozycją do włoskiego reżysera Federico Felliniego. Po usłyszeniu, że dwie pozostałe nowele nakręcą Welles oraz szwedzki reżyser Ingmar Bergman, Fellini zgodził się na udział. Wkrótce jednak prawda wyszła na jaw: „Następnie okazało się, że kłamali co do Bergmana. Welles, który im nie ufał, odmówił podpisania umowy. (...) Kiedy powiedzieli mi, że moimi partnerami będą Malle i Vadim, mogłem legalnie odmówić. Z udziałem moim, Wellesa i Bergmana – trzech wizjonerskich artystów, których obrazy są bogate w znaczenie – byłby pewien wspólny mianownik w tym hołdzie dla Poego. To dlatego podpisałem umowę, nie z powodów finansowych”. Mimo tego Fellini zdecydował się na dalszy udział w projekcie, ponieważ widział w nim powrót do pracy i szansę wyrwania się z trudnej sytuacji w jakiej się znalazł po ciężkiej chorobie i konflikcie i zobowiązaniami prawnymi z Dino De Laurentiisem z powodu niezrealizowanego Il Viaggio di G. Mastorna, detto Fernet. Producenci dla Felliniego wybrali nowelę Serce oskarżycielem, ale ten miał ochotę na mniej makabryczny i romantyczny, a także bliższy grotesce utwór Poego.
Trzy kroki w szaleństwo były pierwszą dla Felliniego współpracą scenariuszową z włoskim pisarzem Bernardino Zapponim. Podczas preprodukcji Fellini przeczytał zbiór opowiadań Zapponiego Gobal, który w jego odczuciu był w duchu twórczości Poego. Miał nadzieję przekonać Egera do sfinansowania zawartego tam opowiadania C’è una voce nella mia vita jako subtytut utworu Poego. Zainteresowany wyłącznie ekranizacjami twórczości Poego, Eger odrzucił tę propozycję. Wobec tego Fellini poinstruował swoją asystentkę Lilianę Betti, by zgromadziła dla niego wszystkie utwory Poego.
Pierwszym wyborem Felliniego była nowela Przykra historia i miał umieścić akcję w Sienie i obsadzić angielską aktorkę Margaret Rutherford w roli głównej. Realizacja okazała się jednak skomplikowana. Kolejną propozycją Felliniego było opowiadanie Anioł dziwnych przypadków, która również okazała zbyt kosztowna. Ostatecznie wybór padł na opowiadanie Nie zakładaj się z diabłem o swą głowę, które Fellini umieścił w czasach współczesnych, a jej głównego bohatera Toby’ego Dammita uczynił młodym aktorem zniszczonym przez alkohol i narkotyki. Wątek pożądania ferrari był inspirowany opowiadaniem grozy Zapponiego L’autista o szoferze fetyszyzującym samochód swoich arystokratycznych właścicieli: „Samochód jest symbolem fallicznym, ale z pewnością jest także symbolem żeńskim; wchodzi się do niego i siada złożonym prawie w pozycji płodowej. W ten sposób matka staje się obrazem dominującej matki, która pociąga dziecko, gdzie chce. Walka człowieka, aby narzucić swoją wolę maszynie, to to, co sprawia, że jazda jest ekscytująca, rodzaj zaciekłej bitwy miłosnej.” – wyjaśniał Zapponi.
| Pasjonuje mnie, by pokazać Rzym z punktu widzenia cudzoziemca strutego narkotykami i alkoholem, człowieka, który ma przeczucie, że jest to ostatni dzień jego życia i dlatego żyje w stanie nieustannego upojenia”– Federico Fellini |

Podczas poszukiwania lokalizacji wraz z Fellinim Zapponi przeczytał wiadomość, która dotyczyła zawalonego mostu w Ariccia. Odwiedzając okolicę nocą, byli pod wielkim wrażeniem zrujnowanego splendoru mostu i postanowili uczynić z niego kluczowy element śmierci Toby’ego Dammita.

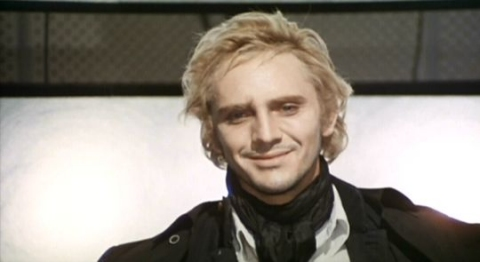
Terence Stamp jako Toby Dammit.

Wyborem Felliniego do roli Toby’ego był angielski aktor teatralny i filmowy Peter O’Toole. Kiedy pertraktacje z aktorem przedłużały się, Fellini osobiście przybył do Londynu. Tam O’Toole zachwycony scenariuszem zgodził się na rolę, jednak gdy data przyjazdu do Włoch była ustalona, O’Toole telefonicznie zrezygnował z udziału. Podejrzewał, że rolę powierzono mu tylko z powodu jego fatalnego wówczas życiowego podobieństwa do postaci Toby’ego. Rolę otrzymał angielski aktor Terence Stamp, który w Rzymie planował otworzyć lokal-płytotekę.
Były trzy propozycje postaci ucieleśniającej postać diabła, w oryginale ukazaną jako lichy staruszek – zaspany sprzedawca benzyny, stary tramwajarz i kędzierzawy egotysta. Rola diabła została zaproponowana włoskiemu pisarzowi Goffredo Parise, jednak Fellini całkowicie zmienił koncepcję. Uznał, że diabeł z brodą i w pelerynie jest zbyt XVIII-wieczny na współczesne czasy i nieodpowiedni dla odurzonego hipisowskiego aktora, którego diabeł jest jego własną niedojrzałością, a co za tym idzie dzieckiem. Tym samym diabeł stał się dziewczynką, którą Toby widzi po raz pierwszy, gdy wychodzi z samolotu. W jej roli Fellini obsadził 22-letnią Rosjankę Marinę Jaru.

## Wersja amerykańska

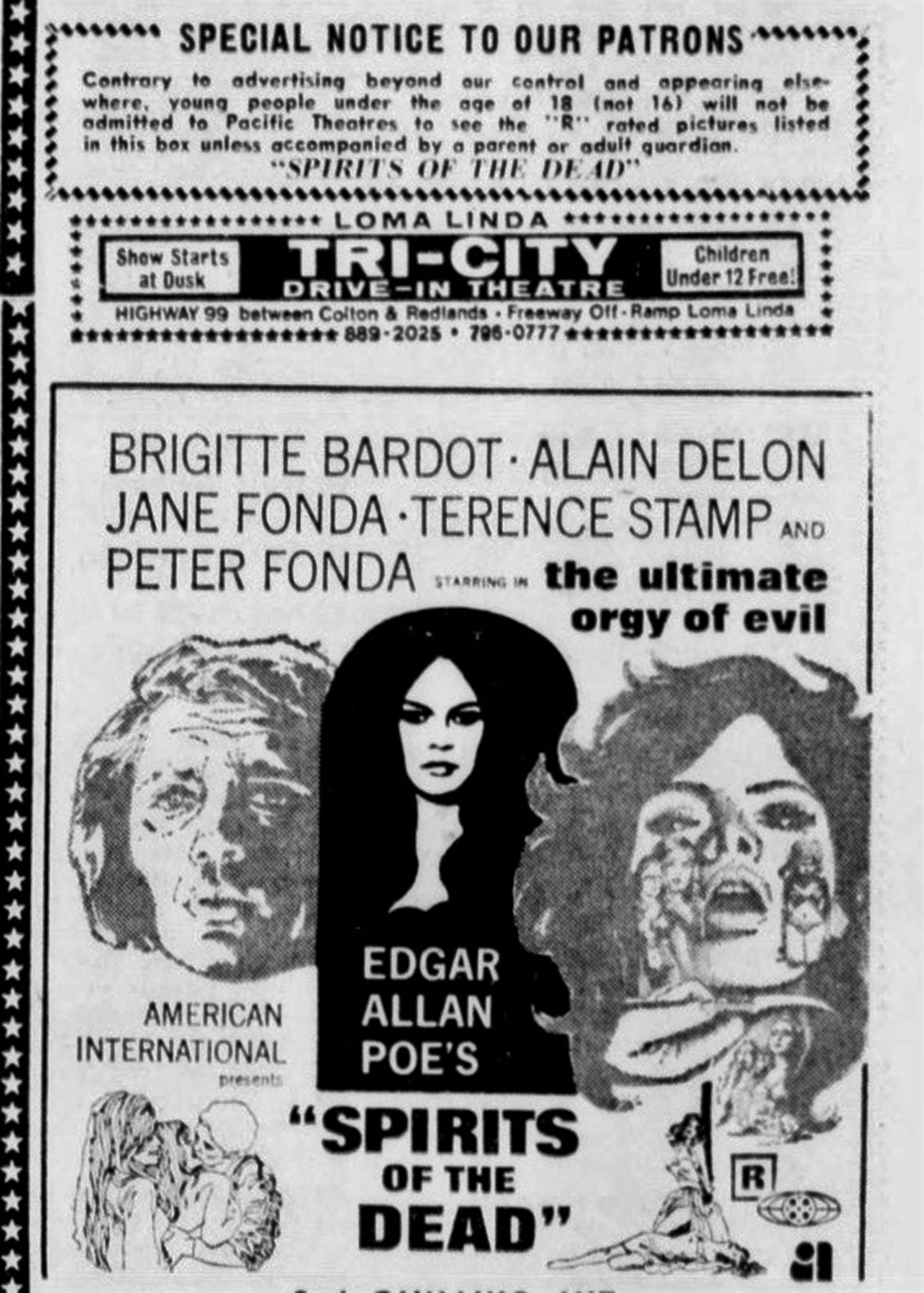
Amerykańska reklama filmu

Samuel Z. Arkoff zaoferował producentom 200 tys. dolarów za prawa do dystrybucji w Stanach Zjednoczonych i Kanadzie przez American International Pictures, ale został odrzucony, ponieważ chciał usunąć scenę rozdania nagród z sekwencji Felliniego. „Jest scena, która parodiuje Nagrody Akademii Filmowej i wygląda na prywatny żart ze strony Felliniego, który po prostu nie pasuje się w środku horroru. Film też jest trochę za długi” – argumentował Arkoff. Rok później producenci nie byli w stanie znaleźć innego nabywcy, więc kiedy Arkoff złożył tę samą ofertę, zgodzili się. Arkoff wciąż nalegał na wycięcie tej samej sceny, tłumacząc że nie wnosi niczego do filmu. Jednak producenci wciąż nie byli przekonani do przemontowania filmu i nie chcieli narażać się Felliniemu. „Byli zszokowani. Myśl o poproszeniu autora takiego jak Fellini o zmiany w jego filmie była czymś więcej, niż mogli udźwignąć”. Wobec tego Arkoff osobiście spotkał się z Fellinim i wyjaśnił sprawę. Fellini się zgodził na skrócenie filmu, mówiąc że jest realistą i chciałby, „żeby ten film był oglądany przez amerykańską publiczność, nawet jeśli oznacza to skrócenie kilku minut”. W ciągu miesiąca Fellini przekazał osobiście przez siebie skróconą wersję Toby’ego Dammita. Dodano do filmu częściową narrację amerykańskiego aktora Vincenta Price’a i piosenkę Ruby Raya Charlesa. W tej formie Trzy kroki w szaleństwo zostały wydane w Stanach Zjednoczonych 23 lipca 1969 roku pod tytułem Spirits of the Dead, wziętym od wiersza Poego z 1823 roku .

## Odbiór

### Premiera
Trzy kroki w szaleństwo miały swoją premierę 17 maja 1968 roku na Festiwalu Filmowym Cannes pod francuskim tytułem Histoires extraordinaires, wziętym od francuskiego wydania zbiorczego opowiadań Poego w tłumaczeniu poety Charles’a Baudelaire’a z 1856 roku. We Włoszech był wyświetlany jako Tre passi nel delirio od 12 września 1968 roku. Polska premiera odbyła się w grudniu 1971 roku.

### Recenzje
Felix Bucher na łamach „Filmu” uważał film za rozczarowujący względem obietnic i reklamy. Według niego jedynie nowela Felliniego jest usatysfakcjonować widzów i chwalił jego ryzyko przeniesienia utworu Poego w czasy współczesne.